# 마나카 미쓰루
마나카 미쓰루(일본어: 真中 満, 1971년 1월 6일 ~ )는 일본의 전 프로 야구 선수이자 야구 지도자이자 야구 해설가 이자 야구 평론가이다. 2015년부터 2017년까지 도쿄 야쿠르트 스왈로스의 감독을 맡았다.

## 인물

### 프로 입단 전
초등학교 5학년 때부터 야구를 시작했다. 우쓰노미야가쿠엔 고등학교(현재의 분세이 예술대학 부속 고등학교) 시절에는 3번 타자로서 활약했고 4번 타자였던 다카시마 도루와 함께 3학년 때인 1988년에 봄과 여름 연속으로 고시엔 대회에 출전, 춘계 대회에서는 4강, 하계 대회에서는 3차전에서 패했다.
졸업 후 니혼 대학에 경제학부 경제학과에 진학(대학 동기에는 와타나베 히로유키가 있다), 1학년 가을에 열린 승강 결정전에서는 끝내기 홈런을 때려냈고 4학년 봄에 타율 3할 8푼 6리, 13타점으로 2관왕을 획득했다. 도토 대학 리그 통산 71경기에 출전하여 260타수 78안타, 타율 3할, 8홈런, 41타점을 기록했고 네 차례나 베스트 나인에도 선정됐다.

### 프로 야구 선수 시절
1992년 프로 야구 드래프트 3순위로 야쿠르트 스왈로스에 입단, 프로 4년 차인 1996년에는 탈장 수술 때문에 7경기 출전에 그쳤지만 1997년에는 부상 당한 이이다 데쓰야를 대신해서 1번 타자를 맡아 리그 우승과 일본 시리즈 우승에 기여했다. 이듬해 1998년에는 시즌 133경기에 모두 출전하는 기록을 달성했고 다음해인 1999년에는 프로 데뷔 후 처음으로 3할 대의 타율을 기록했다. 2001년에는 타율 3할 1푼 2리로 팀의 리그 우승과 일본 시리즈 우승에 기여했다.
노무라 가쓰야 감독이 이끄는 야쿠르트의 황금기에는 중견수 포지션을 팀의 명수인 이이다 데쓰야와 경쟁하고 있었기 때문에 이이다가 부진으로 팀 전력에서 제외됐을 때의 대역으로 활약했다. 그러나 이이다가 반복적으로 부상을 당하게 되면서 입장이 역전됐고 1998년부터는 주전 외야수로서 우익수, 중견수 자리를 지키게 됐다. 2005년에는 아오키 노리치카의 급성장으로 또다시 주전 경쟁이 일어나면서 이번에는 센트럴 리그 최다 안타 기록을 경신하는 아오키의 맹활약으로 출전 기회가 줄어 들었지만 마나카에게는 승부에 강한 타격을 살리기 위해 대타의 ‘비장의 카드’라는 새로운 역할이 주어졌다. 대타로서도 3할 타자로서 손색이 없는 활약을 선보여 2007년에는 일본 기록이 되는 시즌 대타 기용 횟수 98회, 대타만으로 31개의 안타를 기록하는 등 ‘대타 직공’, ‘대타의 신’이라고 불리는 선수가 됐다. 이러한 대타 기용 횟수나 대타 안타 개수는 현재까지도 깨지지 않았다.
하지만 2008년에는 14타수 1안타(타율 .071)에 그쳐서 그 해를 마지막으로 현역에서 은퇴했다.

### 그 후

#### 코치·2군 감독 시절
현역에서 은퇴한 이듬해 2009년에는 야쿠르트의 2군 타격 코치를 맡았고 2010년 시즌 종반에 2군 감독이던 사루와타리 히로시게의 계약 만료에 의해 2군 감독 대행으로서 교육 리그의 지휘를 맡았다. 그 후 같은 해 11월 1일자로 구단 공식 홈페이지에서 2011년도 시즌의 2군 감독 취임이 정식으로 발표됐다. 2013년에는 이스턴 리그 우승을 이끌었다.
2013년 10월 23일에는 1군 타격 수석 코치로 부임했고 2014년까지 맡았다.

#### 감독 시절
2014년 시즌 종료 후인 10월 8일에 오가와 준지의 후임으로 야쿠르트의 차기 감독으로 부임했다.
2015년 10월 2일, 메이지 진구 야구장에서 열린 한신 타이거스와의 시즌 최종전에서 연장 11회말에 야쿠르트가 유헤이의 적시타로 끝내기 승리를 거두며 팀은 센트럴 리그 정상에 올랐다. 이 해의 센트럴 리그는 대혼전의 양상을 보였는데 결국은 야쿠르트가 우승함으로써 자신으로서는 취임 1년째에 리그 우승을 이끈 감독이 됐다. 포스트 시즌인 클라이맥스 시리즈 파이널 스테이지에서는 퍼스트 스테이지 승리팀인 요미우리 자이언츠와 맞대결을 펼쳤는데 1차전에서는 패했지만 2차전에 승리를 거둔 이후에 내리 3연승을 기록했다. 최종적으론 4승 1패(어드밴티지 1승 포함한다)의 성적으로 구단으로서는 처음으로 클라이맥스 시리즈 시리즈 우승을 이뤘고 14년 만의 일본 시리즈 진출을 결정지었다. 하지만 일본 시리즈에서는 후쿠오카 소프트뱅크 호크스에게 1승 4패로 졌다.

#### 다시 야구 해설가로
2017년 시즌 마친 후 그는 2018년부터는 후지 텔레비전·닛폰 방송·TBS텔레비전(BS-TBS·TBS채널을 포함)의 야구 해설자와 산케이 스포츠 야구 평론가로 취임(다만 전속이 아니라는 점). 2019년 기준으로는 제팬 스포츠 마케팅에서 매니지먼트를 맡고 있다.

## 플레이 스타일
프로 야구 선수로서는 키가 높진 않았지만 정확한 타격과 펀치력을 겸비해 대학 시절에는 ‘와카마쓰 2세’라고 불리기도 했다. 50미터 달리기 기록은 6초 1을 주파할 정도의 빠른 발을 갖고 있어서 1998년 설날에 방송된 《최강의 남자는 누구! 장렬 근육 배틀!! 스포츠맨 No.1 결정전》에서 50미터 달리기 6초 52를 기록했다.

## 상세 정보

### 출신 학교
- 우쓰노미야가쿠엔 고등학교(현재의 분세이 예술대학 부속 중학교·고등학교)
- 니혼 대학

### 선수 경력
- 야쿠르트 스왈로스·도쿄 야쿠르트 스왈로스(1993년 ~ 2008년)

### 지도자 경력
- 도쿄 야쿠르트 스왈로스 2군 타격 코치(2009년 ~ 2010년)
- 도쿄 야쿠르트 스왈로스 2군 감독(2011년 ~ 2013년)
- 도쿄 야쿠르트 스왈로스 1군 타격 수석 코치(2014년)
- 도쿄 야쿠르트 스왈로스 감독(2015년 ~ 2017년)

### 수상·타이틀 경력
- 일본 시리즈 우수 선수상: 1회(2001년)
- 센트럴 리그 최우수 감독상: 1회(2015년)

### 기타 경력
- 후지 텔레비전·닛폰 방송·TBS텔레비전(BS-TBS·TBS채널을 포함) 야구 해설자(2018년 ~ )
- 산케이 스포츠 야구 평론가(2018년 ~ )

### 개인 기록

#### 첫 기록
- 첫 출장·첫 선발 출장: 1993년 9월 3일, 대 요미우리 자이언츠 22차전(메이지 진구 야구장), 8번·중견수로서 선발 출장
- 첫 안타·첫 타점: 상동, 7회말에 사이토 마사키로부터 우전 결승 적시타
- 첫 홈런: 1994년 9월 29일, 대 히로시마 도요 카프 25차전(메이지 진구 야구장), 6회말에 기토 마코토로부터 솔로 홈런

#### 기록 달성 경력
- 통산 1000경기 출장: 2004년 7월 16일, 대 요미우리 자이언츠 14차전(도쿄 돔), 8회초에 이시이 히로토시의 대타로서 출장 ※역대 395번째
- 통산 1000안타: 2005년 6월 7일, 대 세이부 라이온스 3차전(인보이스 세이부 돔), 8회초에 오사다 슈이치로로부터 좌익선상 2루타 ※역대 233번째

#### 기타
- 올스타전 출장: 1회(2001년)
- 한 시즌 대타 기용 횟수: 98회(2007년) ※일본 기록
- 한 시즌 대타 최다 안타: 31안타(2007년) ※일본 기록

### 등번호
- 31(1993년 ~ 2008년)
- 77(2009년 ~ 2017년)

### 연도별 타격 성적
| 연 도      | 소 속      | 경 기 | 타 석 | 타 수 | 득 점 | 안 타 | 2 루 타 | 3 루 타 | 홈 런 | 루 타 | 타 점 | 도 루 | 도 루 자 | 희 생 번 | 희 생 플 | 볼 넷 | 고 4 | 사 구 | 삼 진 | 병 살 타 | 타 율 | 출 루 율 | 장 타 율 | O P S |
| ---------- | ---------- | ----- | ----- | ----- | ----- | ----- | ------- | ------- | ----- | ----- | ----- | ----- | -------- | -------- | -------- | ----- | ---- | ----- | ----- | -------- | ----- | -------- | -------- | ----- |
| 1993년     | 야쿠르트   | 21    | 45    | 44    | 3     | 12    | 2       | 0       | 0     | 14    | 1     | 1     | 1        | 0        | 0        | 1     | 0    | 0     | 7     | 0        | .273  | .289     | .318     | .607  |
| 1994년     | 야쿠르트   | 27    | 82    | 76    | 9     | 25    | 3       | 1       | 1     | 33    | 6     | 0     | 0        | 2        | 1        | 3     | 1    | 0     | 12    | 0        | .329  | .350     | .434     | .784  |
| 1995년     | 야쿠르트   | 99    | 137   | 126   | 14    | 27    | 1       | 1       | 1     | 33    | 13    | 10    | 3        | 6        | 0        | 4     | 1    | 1     | 8     | 5        | .214  | .244     | .262     | .506  |
| 1996년     | 야쿠르트   | 7     | 10    | 9     | 1     | 3     | 0       | 0       | 0     | 3     | 0     | 1     | 0        | 0        | 0        | 1     | 0    | 0     | 0     | 0        | .333  | .400     | .333     | .733  |
| 1997년     | 야쿠르트   | 87    | 250   | 228   | 40    | 77    | 11      | 3       | 3     | 103   | 19    | 8     | 2        | 5        | 0        | 15    | 0    | 2     | 32    | 2        | .338  | .384     | .452     | .835  |
| 1998년     | 야쿠르트   | 133   | 561   | 495   | 57    | 136   | 20      | 8       | 5     | 187   | 27    | 12    | 8        | 30       | 1        | 29    | 0    | 4     | 56    | 2        | .275  | .319     | .378     | .697  |
| 1999년     | 야쿠르트   | 133   | 574   | 516   | 71    | 159   | 33      | 2       | 7     | 217   | 46    | 8     | 6        | 7        | 3        | 46    | 7    | 2     | 38    | 4        | .308  | .365     | .421     | .786  |
| 2000년     | 야쿠르트   | 119   | 495   | 463   | 53    | 129   | 16      | 4       | 9     | 180   | 41    | 5     | 3        | 6        | 1        | 23    | 5    | 2     | 33    | 8        | .279  | .315     | .389     | .704  |
| 2001년     | 야쿠르트   | 123   | 498   | 449   | 61    | 140   | 26      | 1       | 7     | 189   | 36    | 7     | 3        | 5        | 2        | 38    | 9    | 4     | 40    | 6        | .312  | .369     | .421     | .790  |
| 2002년     | 야쿠르트   | 89    | 387   | 367   | 39    | 91    | 13      | 0       | 4     | 116   | 25    | 2     | 2        | 2        | 1        | 16    | 1    | 1     | 33    | 4        | .248  | .281     | .316     | .597  |
| 2003년     | 야쿠르트   | 121   | 390   | 369   | 49    | 108   | 21      | 3       | 6     | 153   | 48    | 6     | 1        | 2        | 3        | 13    | 1    | 2     | 37    | 7        | .293  | .318     | .415     | .732  |
| 2004년     | 야쿠르트   | 91    | 268   | 246   | 36    | 67    | 7       | 2       | 4     | 90    | 20    | 1     | 3        | 5        | 0        | 17    | 0    | 0     | 34    | 2        | .272  | .319     | .366     | .685  |
| 2005년     | 야쿠르트   | 99    | 244   | 225   | 20    | 68    | 12      | 0       | 5     | 95    | 28    | 2     | 1        | 3        | 1        | 15    | 2    | 0     | 29    | 11       | .302  | .344     | .422     | .767  |
| 2006년     | 야쿠르트   | 99    | 194   | 172   | 13    | 41    | 8       | 0       | 1     | 52    | 15    | 1     | 0        | 7        | 3        | 11    | 0    | 1     | 19    | 5        | .238  | .283     | .302     | .586  |
| 2007년     | 야쿠르트   | 105   | 125   | 119   | 11    | 38    | 6       | 0       | 1     | 47    | 10    | 0     | 0        | 0        | 1        | 5     | 0    | 0     | 13    | 5        | .319  | .344     | .395     | .739  |
| 2008년     | 야쿠르트   | 15    | 14    | 14    | 0     | 1     | 0       | 0       | 0     | 1     | 0     | 0     | 0        | 0        | 0        | 0     | 0    | 0     | 3     | 0        | .071  | .071     | .071     | .143  |
| 통산: 16년 | 통산: 16년 | 1368  | 4274  | 3918  | 477   | 1122  | 179     | 25      | 54    | 1513  | 335   | 64    | 33       | 80       | 17       | 237   | 27   | 19    | 394   | 61       | .286  | .329     | .386     | .715  |

### 감독으로서의 팀 성적

#### 정규 시즌
| 연도      | 소속      | 순위      | 경기 | 승리 | 패전 | 무승부 | 승률 | 승차                       | 팀 홈런                    | 팀 타율                    | 팀 평균자책점              | 연령                       |
| --------- | --------- | --------- | ---- | ---- | ---- | ------ | ---- | -------------------------- | -------------------------- | -------------------------- | -------------------------- | -------------------------- |
| 2015년    | 야쿠르트  | 1위       | 143  | 76   | 65   | 2      | .539 | -                          | 107                        | .257                       | 3.31                       | 44세                       |
| 2016년    | 야쿠르트  | 5위       | 143  | 64   | 78   | 1      | 451  | 25.5                       | 113                        | .256                       | 4.73                       | 45세                       |
| 2017년    | 야쿠르트  | 6위       | 143  | 45   | 96   | 2      | 319  | 44                         | 95                         | .234                       | 4.21                       | 46세                       |
| 통산: 3년 | 통산: 3년 | 통산: 3년 | 429  | 185  | 239  | 5      | .436 | A클래스: 1회, B클래스: 2회 | A클래스: 1회, B클래스: 2회 | A클래스: 1회, B클래스: 2회 | A클래스: 1회, B클래스: 2회 | A클래스: 1회, B클래스: 2회 |

#### 포스트 시즌
| 연도   | 소속     | 경기명                                        | 상대팀                                      | 성적                           |
| ------ | -------- | --------------------------------------------- | ------------------------------------------- | ------------------------------ |
| 2015년 | 야쿠르트 | 센트럴 리그 클라이맥스 시리즈 파이널 스테이지 | 요미우리 자이언츠(센트럴 리그 2위)          | 4승 1패 = 일본 시리즈 진출(※1) |
| 2015년 | 야쿠르트 | 일본 시리즈                                   | 후쿠오카 소프트뱅크 호크스(퍼시픽 리그 1위) | 1승 4패 = 패전                 |

- 성적에서의 굵은 글씨는 승리한 것을 나타냄.

※1 리그 우승 팀에게는 1승의 어드밴티지를 포함.